# Дентална анатомија
Дентална анатомија је поље анатомије посвећено изучавању структуре људских зуба. Развиће, изглед, и класификација зуба су обухваћени овим пољем. Формирање зуба почиње пре рођења, и коначна морфологија зуба се одређује током тог периода. Дентална анатомија је исто тако таксономска наука: она се бави именовањем зуба и структура од којих су направљени; те информације налазе примену у практичним третманима зуба.
Стране зуба
Носе називе према анатомским детаљима околине или према фунцкцији коју обављају. Премолари и молари имају пет површина, а секутићи и очњаци четири, јер је пета површина оштра, у виду сечне ивице.

## Површине (стране) зуба
При описивању круне и корена зуба често се користе различити називи који описују стране зуба. Предњи зуби имају четири стране и један сечивни гребен, а бочни зуби имају пет површина (укључујући и оклузалну).
Спољашња страна предњих зуба окренута је ка уснама и назива се усна или лабијална страна (лат. facies labialis), а задњих зуба ка образима и назива се образна или букална (лат. facies bucalis). Лабијална и букална страна имају заједнички назив вестибуларна страна (лат. facies vestibularis), јер су окренуте према трему усне дупље (лат. vestibulum oris).
Унутрашња страна свих горњих зуба окренута је ка непцу и назива се палатинална страна (facies palatinalis), а доњих зуба ка језику и назива се лингвална страна (facies lingualis). За палатиналну страну горњих зуба мозе такође да се каже – лингвална јер језик, када су уста отворена, испуњава целу усну дупљу, па тако належе и на ове површине. Заједнички назив може да буде орална страна (facies oralis), јер је окренута према усној дупљи (cavum oris).
Страна окренута према зубима супротне стране с којима долази у затворени однос назива се гризна, оклузална или жвакатна површина (facies oculusalis s. masticatoria). Код предњих зуба ова површина има облик ивице и назива се сечна или гризна ивица (margo incisalis s. occlusalis).

### Страна зуба
Окренута према предној медијалној линији лица назива се мезијална страна (facies mesialis).
Удаљена од медијалне линије је дистална страна (facies distalis). Ове две бочне стране зуба имају заједнички назив проксималне односно апроксималне стране, тј.стране контакта (facies proximalis s. aproximalis s. contactus).
Ивице зуба се налазе на граници двеју страна. Оне носе назив према странама зуба које се међусобно граниче, нпр: лабио-мезијална, лабио-дистална, лингво-мезијална, лингво-дистална.

### Природан облик
Ових површина чини висину контуре, односно конвекситет круне зуба. Постоји међусобна повезаност између висине контуре вестибуларно, односно орално, и проксималних површина која је садржана у облику и локализацији уздужног крака угла (угаона линија). Дакле, на споју двеју суседних површина формира се крак угла. Према правцу пружања краци углова могу бити аксијални и инцизални, односно оклузални код бочних зуба.
Аксијални крак угла јесте прелаз између проксималне површине и конвексне вестибуларне, односно оралне површине круне зуба. На споју три крака угла – аксијалног, сагиталног и трансверзалног налази се теме угла, које је добило назив по називима површина.